# Jane Oaker
Wilhelmina «Minnie» Dorothy Peper (San Luis, Misuri; 17 de junio de 1878 – San Luis, Misuri; 15 de enero de 1960), conocida profesionalmente como Jane Oaker, fue una actriz de teatro estadounidense.

## Primeros años
Wilhelmina Dorothy Peper nació en San Luis, Misuri, hija de Christian C. Peper, un acaudalado fabricante de tabaco. Peper asistió al Vassar College y a la Escuela de Arte Dramático de Nueva York.
"Estoy dispuesta a afirmar con total certeza y basándome en mi propia experiencia que una cuenta bancaria abultada es de suma importancia para impulsar la carrera dramática de una chica," escribió sobre su origen acomodado, y añadió: "Un baúl lleno de ropa importada le dará a la chica rica la oportunidad de aparecer en uno de esos codiciados papeles que no requieren más talento que una serie de vestidos bonitos."

## Carrera

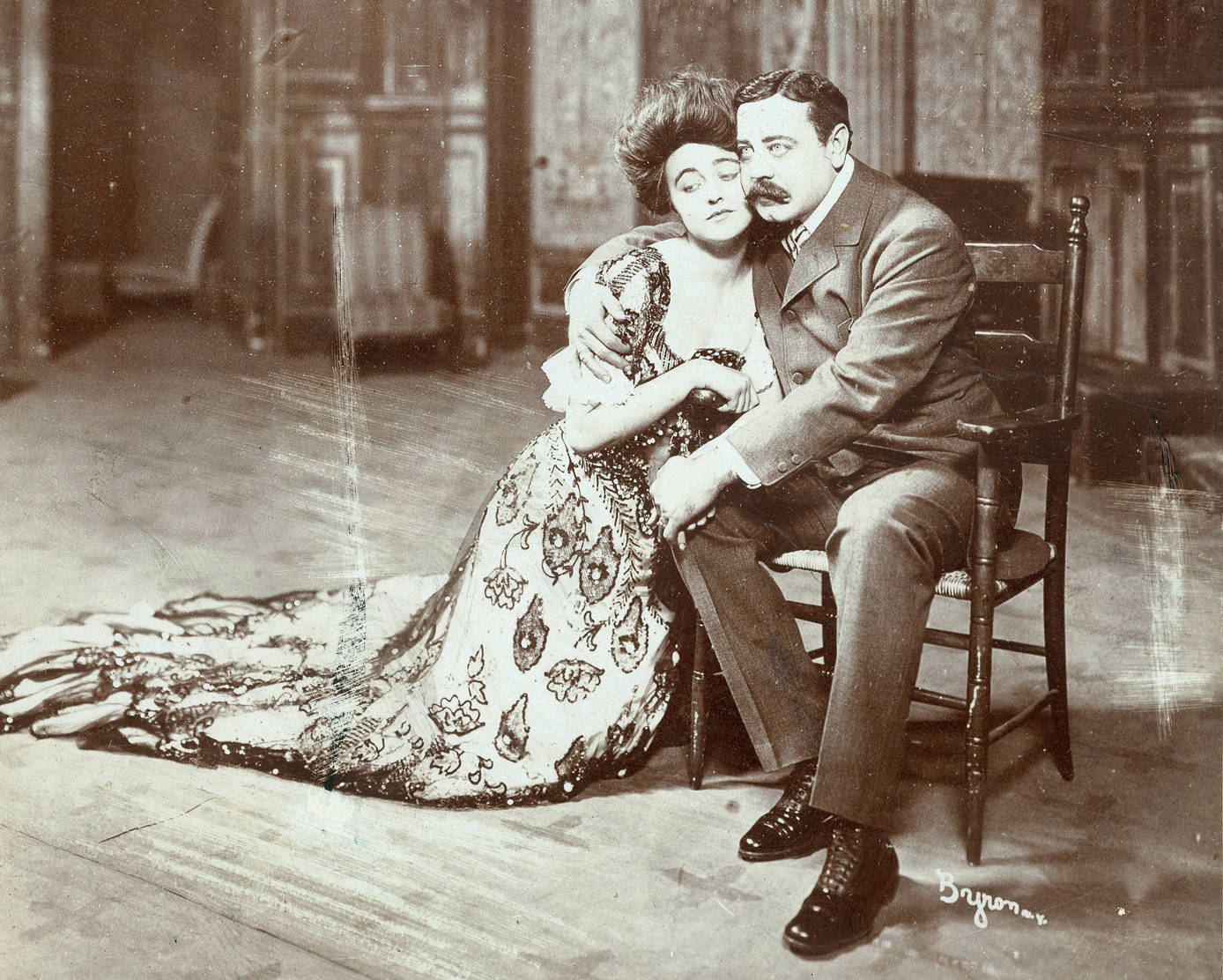
Oaker coprotagonizando con Wilton Lackaye en The Pit, 1904

Oaker comenzó su carrera teatral en 1900, interpretando a Hermia en A Midsummer Night's Dream. En 1903 dirigió la Jane Oaker Stock Company. Entre las apariciones de Oaker en Broadway  se incluyen papeles en The Pit (1904), The Pillars of Society (1904), The Silver Girl (1907), Love Among the Lions (1910), The Importance of Being Earnest (1910), Cousin Lucy (1915), Lightnin' (1918–1921), and Los Angeles (1927–1928). En los escenarios londinenses, actuó en The Butter and Egg Man (1927). Protagonizó la comedia de Clyde Fitch Girls en una gira en 1908.
En 1907, el New York Times informó de que Oaker salvó a un niño de cinco años que se encontraba en la trayectoria de un coche que se acercaba por Broadway. En 1924 resultó herida como pasajera en un accidente de automóvil en San Francisco.

## Vida personal
Oaker se casó con el actor Hale Hamilton en 1901. Se divorciaron en 1912, justo antes de que Hamilton se casara con otra actriz, Myrtle Tannehill.
Oaker falleció en San Luis en 1960 y fue enterrada en el Bellefontaine Cemetery de la ciudad.